# Tenshi No Gijinka
Tenshi No Gijinka es un álbum de estudio de la artista japonesa Keiji Haino, lanzado en 1995 por Tzadik Records. El álbum contiene nueve pistas sin título (untitled), las cuales contienen la voz de Haino y sonidos de percusión.

## Lista de canciones[6]
| N.º | Título     | Duración |  |
| 1.  | «Untitled» | 4:33     |  |
| 2.  | «Untitled» | 11:35    |  |
| 3.  | «Untitled» | 2:25     |  |
| 4.  | «Untitled» | 5:33     |  |
| 5.  | «Untitled» | 9:27     |  |
| 6.  | «Untitled» | 3:48     |  |
| 7.  | «Untitled» | 4:23     |  |
| 8.  | «Untitled» | 9:28     |  |
| 9.  | «Untitled» | 4:23     |  |